# 李培瑛
李培瑛（1954年—），生於臺灣，台灣企業家，美國雪城大學化學工程博士，華亞科技創辦人。曾任職IBM研發資深主管、華亞科技董事長兼總經理，現任南亞科技總經理。

## 生平
- 李培瑛於1954年生於台灣。
- 他畢業於雪城大學，獲得化學工程博士[3]。
- 1984年到IBM工作，他擔任研發資深主管。
- 1996年返回台灣，他進入南亞科技擔任產品開發處長。
- 2005年，他升任南亞科技資深副總經理。
- 2012年，他擔任南亞科技發言人兼全球行銷業務資深副總經理。
- 2015年10月6日，李培瑛就任南亞科技總經理[4]。
- 2016年，他於12月6日卸下華亞科技董事長的職務[5]。
- 2022年11月16日，李培瑛榮獲GCSA全球企業永續傑出人物獎[6]。